# Scelolophia subrosea
Scelolophia subrosea är en fjärilsart som beskrevs av W. Warren 1905. Scelolophia subrosea ingår i släktet Scelolophia och familjen mätare. Inga underarter finns listade.